# Portugal bei Alpinen Skiweltmeisterschaften
| Goldmedaillen | Silbermedaillen | Bronzemedaillen |
| ------------- | --------------- | --------------- |
| —             | —               | —               |

Portugal nahm bislang acht Mal an Alpinen Skiweltmeisterschaften teil. Die Federação de Desportos de Inverno de Portugal entsandte erstmals 1952 zu den ebenfalls als Weltmeisterschaft gewerteten Olympischen Winterspielen in Oslo einen alpinen Athleten. Die weiteren Teilnahmen erfolgten unregelmäßig.

## Statistik
| Jahr | Ort                    |   |   |   |   | Sportler |
| ---- | ---------------------- | - | - | - | - | -------- |
| 1952 | Oslo                   | – | – | – | – | 1        |
| 2005 | Bormio                 | – | – | – | – | 1        |
| 2011 | Garmisch-Partenkirchen | – | – | – | – | 2        |
| 2013 | Schladming             | – | – | – | – | 2        |
| 2017 | St. Moritz             | – | – | – | – | 4        |
| 2019 | Åre                    | – | – | – | – | 3        |
| 2021 | Cortina d’Ampezzo      | – | – | – | – | 3        |
| 2023 | Courchevel/Méribel     | – | – | – | – | 1        |

## Liste der Teilnehmer

### Männer
- Samuel Almeida: 2017, 2019
- Baptiste Aranjo: 2021
- Ricardo Brancal: 2013, 2017, 2019, 2021
- Jorge Gonçalves: 2011
- Arthur Hanse: 2017
- João-Miguel Marques: 2011, 2013
- Manuel Ramos: 2023
- Luís-Felipe Santos-Marques: 1985
- Duarte Silva: 1952

### Frauen
- Catarina Carvalho: 2017
- Vanina Guerillot: 2019, 2021
- Ariana Haben Ribeiro: 2023